# 리사 딘 라이언
리사 딘 라이언(Lisa Dean Ryan, 1972년 4월 30일 ~ )은 미국의 배우이다.
피닉스에서 태어났다.

## 출연 작품

### 영화
- 트위스트 러브 (1995, Twisted Love)
- 싸일런싱 메리 (1998, Silencing Mary)
- 타이거 크루즈 (2004, Tiger Cruise)

### 텔레비전
- 천재소년 두기 (1989-92) - 완다 플렌 역
- 헤븐 허스트의 신입생 (1993, Class of '96)
- 닥터 슬론 (1996)